# Mehmed Tekkelerli
Mehmed Tekkelerli (Takarli ou Kurdogli), ou Thécheoli Pacha était un Pacha algérien de la Régence d'Alger à partir de 1556. Il succéda à Salah Raïs dans ce poste à la mort de ce dernier. Il fut assassiné dans la Qoubba de Sidi Abd-el-Kader peu après en 1557. Il fut remplacé par Youssef, qui ne régna que 6 jours,.
Hassan Corso a tenté de prendre le pouvoir après la mort de Salah Raïs et la rébellion contre le nouveau Pacha, mais la Taïfa des raïs a soutenu Mehmed Tekkelerli et Hassan Corso a été arrêté et tué. Cela a incité les janissaires à planifier leur vengeance, qui s'est terminée par la mort de Mehmed Tekkelerli aux mains de Youssef en 1557, qui à son tour est mort de la peste après six jours de règne. Après cela, les janissaires ont choisi Yahya Pacha comme leur chef, mais il n'a gouverné que six mois avant que la Sublime Porte ne nomme Hassan Pacha pour la deuxième fois.